# Kerhnúkar
Kerhnúkar är en bergstopp i republiken Island. Den ligger i regionen Suðurland, 130 km öster om huvudstaden Reykjavík. Toppen på Kerhnúkar är 614 meter över havet.
Trakten runt Kerhnúkar är nära nog obefolkad, med mindre än två invånare per kvadratkilometer. Det finns inga samhällen i närheten. Trakten runt Kerhnúkar består i huvudsak av gräsmarker.